# Угольная улица (Ломоносов)

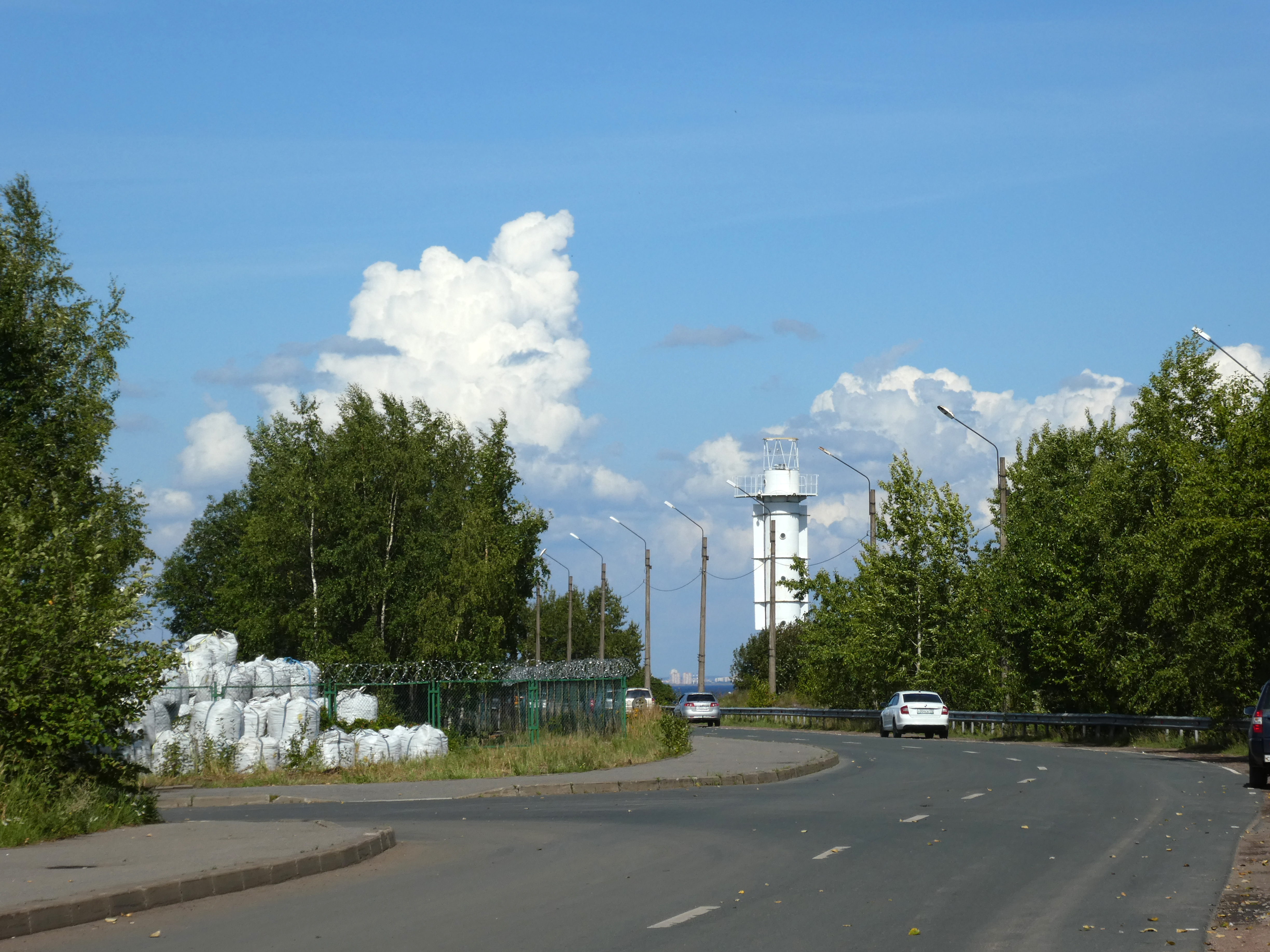
Начало Восточного мола, створный знак

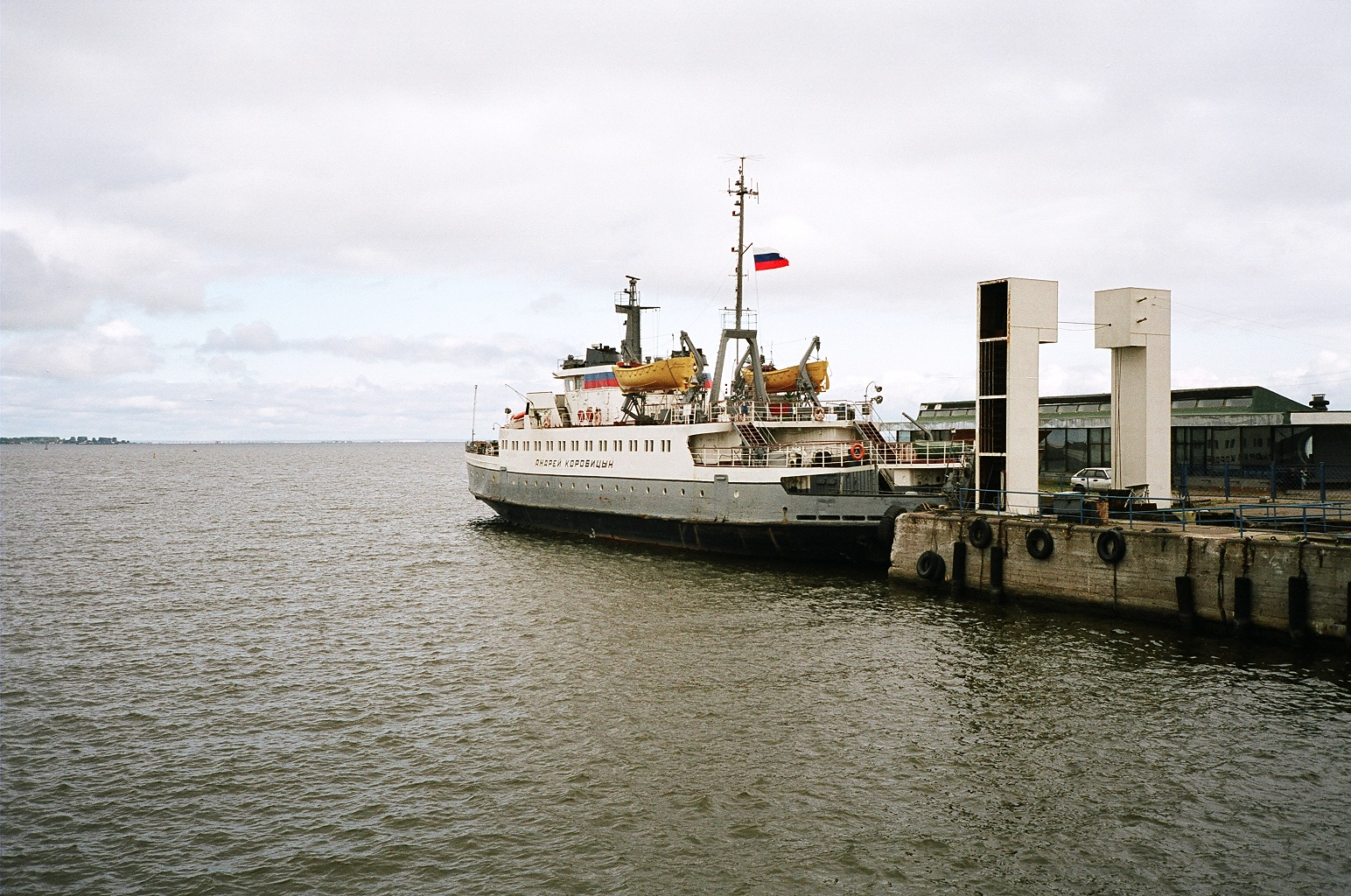
Морской паром Ломоносов — Кронштадт, 2007 год

У́гольная у́лица — улица в городе Ломоносове Петродворцового района Санкт-Петербурга. Проходит от набережной Сидоровского канала до Зимней пристани (она же пристань «Ломоносов»).
Название появилось в 1960-х годах. Оно дано в связи с тем, что здесь находились угольные склады.
Более 500 метров Угольная улица проходит по косе — Восточному молу Ломоносовской гавани. В конце косы находится Зимняя пристань с одноимённой автобусной остановкой. Оттуда ранее, до окончания строительства южной части дамбы осенью 2011 года, отправлялись паромы в Кронштадт. Хотя изначально планировалось, что паромное сообщение не прекратится, здание вокзала в 2016 году было продано физическому лицу Юрию Евсюкову и стоит заколоченным.

## Здания и сооружения
- Передний створный знак Ломоносовской гавани
- Памятник морякам ЭПРОНа (в сквере воинской части № 20862)
- Памятный знак «Причал» близ места стоянки крейсера «Аврора» в годы Великой Отечественной войны. Установлен 28 сентября 1975 г. в начале Восточного мола[5][6].
- дома 8, 8Б — ОАО «Спасательные комплексы и акватехника», «СКАТ-28В3»
- дом 10 — здание войсковой части (328-й экспедиционный аварийно-спасательный отряд)
- дом 14 — Ломоносовский морской вокзал

## Перекрёстки
- Набережная Сидоровского канала / безымянный проезд через железную дорогу к Привокзальной площади
- Гаванский переулок